# Amphiesma atemporale
Amphiesma atemporale là một loài rắn trong họ Colubridae. Loài này được Bourret mô tả khoa học đầu tiên năm 1934.